# Криштопівка (Лозівський район)
Криштопі́вка —  село в Україні, у Близнюківській селищній громаді Лозівського району Харківської області. До 2020 центр Криштопівської сільської ради.
Населення становить 527 осіб.

## Географія
Село Криштопівка розташоване на лівому березі річки Велика Тернівка, є міст. Село перетинає річка Водяна і впадає в річку Велика Тернівка. На протилежному березі село Зелене (Дніпропетровська область).

### Клімат
| Клімат Криштопівки        | Клімат Криштопівки | Клімат Криштопівки | Клімат Криштопівки | Клімат Криштопівки | Клімат Криштопівки | Клімат Криштопівки | Клімат Криштопівки | Клімат Криштопівки | Клімат Криштопівки | Клімат Криштопівки | Клімат Криштопівки | Клімат Криштопівки | Клімат Криштопівки |
| Показник                  | Січ.               | Лют.               | Бер.               | Квіт.              | Трав.              | Черв.              | Лип.               | Серп.              | Вер.               | Жовт.              | Лист.              | Груд.              | Рік                |
| Середній максимум, °C     | −2,2               | −1,4               | 3,5                | 13,9               | 21,2               | 25,1               | 26,9               | 26,3               | 20,6               | 12,9               | 5,2                | 0,5                | 12                 |
| Середня температура, °C   | −5,2               | −4,5               | 0,2                | 9,3                | 16,0               | 19,9               | 21,7               | 21,0               | 15,6               | 8,7                | 2,4                | −2                 | 8                  |
| Середній мінімум, °C      | −8,2               | −7,6               | −3,1               | 4,7                | 10,9               | 14,8               | 16,6               | 15,7               | 10,6               | 4,6                | −0,3               | −4,5               | 4                  |
| Норма опадів, мм          | 52                 | 37                 | 34                 | 39                 | 46                 | 65                 | 55                 | 41                 | 46                 | 30                 | 45                 | 4                  | 494                |
| ------------------------- | ------------------ | ------------------ | ------------------ | ------------------ | ------------------ | ------------------ | ------------------ | ------------------ | ------------------ | ------------------ | ------------------ | ------------------ | ------------------ |
| Джерело: climate-data.org |                    |                    |                    |                    |                    |                    |                    |                    |                    |                    |                    |                    |                    |

## Історія
Село засноване в 1775 році.
Станом на 1886 рік у селі, центрі Криштопівської волості Павлоградського повіту Катеринославської губернії, мешкало 510 осіб, налічувалось 77 дворів, існували православна церква, постоялий двір, 3 лавки, відбувалось 3 ярмарки на рік.
- 1941, 1942, 1943 – х роках на території села Криштопівка багато разів проходили запеклі бої радянських воїнів з німецько-нацистськими загарбниками. У боях брали участь воїни 911-го стрілецького полку 244-ї стрілецької дивізії, 1143-го стрілецького, 63-го і 66-го кавалерійських полків. Остаточно Криштопівка була звільнена від німецько-нацистських окупантів в ході вересневих боїв 1943 року. 72 радянські воїни загинули у боях за село і поховані в 2-х братських могилах в центрі села. Відомі прізвища 28 воїнів. Разом з воїнами поховані 34 мирних жителя села Криштопівки, по-звірячому закатованих нацистськими карателями 14 лютого 1942 року.

12 червня 2020 року, відповідно до Розпорядження Кабінету Міністрів України № 725-р «Про визначення адміністративних центрів та затвердження територій територіальних громад Харківської області», увійшло до складу Близнюківської селищної громади.
19 липня 2020 року, в результаті адміністративно-територіальної реформи та ліквідації Близнюківського району, увійшло до складу Лозівського району Харківської області.

## Економіка
- В селі є кілька молочнотоварних ферм.
- «Тернівка», сільськогосподарське ПП.
- Лікарня.

## Культура
- Дитячий садочок.
- Школа.
- Стадіон.

## Відомі земляки
- Корабльов Василь Миколайович (1873—1936 або 1937) — учений, журналіст.
- Кочубей Денис Миколайович (1997—2017) — солдат Збройних сил України, учасник російсько-української війни.
- Криштофович Африкан Миколайович (1885–1953) — український геолог і палеоботанік.

## Пам'ятки
В шкільному музеї Криштопівської школи представлена колекція матеріалів Криштофовича Африкана Миколайовича - фото, листи, твори. Тут також експонується колекція мінералів Новосибірської Академії Наук, подарованої Лапіним Б.М.